# Odontopsyllus multispinosus
Odontopsyllus multispinosus är en loppart som först beskrevs av Baker 1898.  Odontopsyllus multispinosus ingår i släktet Odontopsyllus och familjen smågnagarloppor. Inga underarter finns listade i Catalogue of Life.